# Liste de jeux MacSoft Games
La liste de jeux MacSoft Games répertorie la liste de jeux vidéo portés et édités par MacSoft Games.

## Liste de jeux
- Advanced Dungeons & Dragons: The Dark Queen of Krynn (1992)
- Age of Empires (1999)
- Age of Empires III (2006)
- Age of Empires III: The WarChiefs (2007)
- Age of Mythology (2003)
- America's Greatest Solitaire Games (1999)
- Asteroids (2000)
- Atari Arcade Classics for Macintosh (2005)
- Beach Head 2000 (2000)
- Beach Head 2002 (2002)
- Blue's Clues: Blue Takes You to School (2004)
- Breakout (2001)
- Cake Mania 3 (2007)
- Casino Game Pack (1995)
- Centipede (2001)
- Checkers Deluxe (1993)
- Civilization II: Multiplayer Gold Edition (1998)
- Civilization: Call to Power (1999)
- Close Combat: First to Fight (2005)
- Clue Classic (2008)
- Crystal Quest (1995)
- Dark Vengeance (1999)
- Deadlock (1998)
- Deer Hunter: Interactive Hunting Experience (1998)
- Diamonds (1993)
- Diamonds 3D (1995)
- Diamonds and More Diamonds (1995)
- Dora the Explorer: Animal Adventures (2004)
- Driver (2000)
- Drop Point: Alaska (2008)
- Duke It Out In D.C. (1997)
- Duke Nukem 3D: Atomic Edition (1997)
- Dungeon Siege (2003)
- Falcon 4.0 (1999)
- The Game of Life: Path to Success (2008)
- Halo: Combat Evolved (2003)
- Holiday Collection (1995)
- Jeopardy! (2000)
- Jeopardy! 2nd Edition (2001)
- Links LS 2000 (2000)
- Lode Runner 2 (1998)
- Mac Arcade Pak (1994)
- Mac Fun Pack 2 2000()
- Mac Kids Pack (2000)
- Mac Publisher Pro (2000)
- Mac Strategy Pack: Total Domination (1999)
- Mac Tonka Truck Pack (2000)
- Macintosh Board Game Trio (2005)
- Macintosh Board Game Trio II (2009)
- Macintosh Board Game Trio III (2009)
- Master of Orion 3 (2003)
- Master of Orion II: Battle at Antares (1997)
- Max Payne (2003)
- Monopoly: New Edition (2000)
- Monopoly Casino (2001)
- Monopoly: Here & Now (2007)
- Neverwinter Nights (2003)
- Neverwinter Nights: Hordes of the Underdark (2004)
- Neverwinter Nights: Shadows of Undrentide (2004)
- Play to Win Casino (1998)
- Pong: The Next Level (2001)
- Q*bert (2001)
- Railroad Tycoon 3 (2004)
- Rise of Nations: Gold Edition (2004)
- Risk II (2000)
- Rocky Mountain Trophy Hunter (1999)
- Scrabble CD-ROM Crossword Game (2000)
- Scrabble Crossword Game for Macintosh (2007)
- Scrabble Journey (2008)
- Seventeen Style Studio (1999)
- Shadow Warrior (1997)
- Sid Meier's Civilization III (2002)
- Sid Meier's Civilization III: Game of the Year Edition (2003)
- The Sims: House Party Expansion Pack (2001)
- Star Control 3 (1998)
- Stronghold (2003)
- Survivor: The Interactive Game (2001)
- Terminal Velocity (1996)
- Tom Clancy's Rainbow Six (1999)
- Tom Clancy's Rainbow Six: Rogue Spear (2001)
- Total Annihilation Gold Edition (1999)
- Tradewinds: Legends (2007)
- Tropico (2001)
- Tropico 2: Pirate Cove (2005)
- Tropico: Mucho Macho Edition (2003)
- Troubled Souls (en) (1993)
- Unreal (1999)
- Unreal Tournament (2000)
- Unreal Tournament 2003 (2003)
- Unreal Tournament 2004 (2004)
- Unreal Tournament: Game of the Year Edition (2001)
- Vampire : La Mascarade - Rédemption (2001)
- Wheel of Fortune (2000)
- Wheel of Fortune 2nd Edition (2001)
- Zoo Tycoon 2 (2006)